# حديقة الطفل (القاهرة)
حديقة الطفل هي حديقة ألعاب مخصصة للأطفال في مدينة نصر بالقاهرة. تحتوي الحديقة على العديد من الألعاب ومسطحات خضراء طبيعية ومساحات واسعة للممارسة أنشطة أو رياضات أخرى مثل كرة القدم وكرة الطائرة.